# سیمپل‌فلد
سیمپل‌فلد (به هلندی: Simpelveld) یک شهرستان در هلند است که در لیمبورخ واقع شده‌است. سیمپل‌فلد ۱۳۸ متر بالاتر از سطح دریا واقع شده‌است.

## نگارخانه

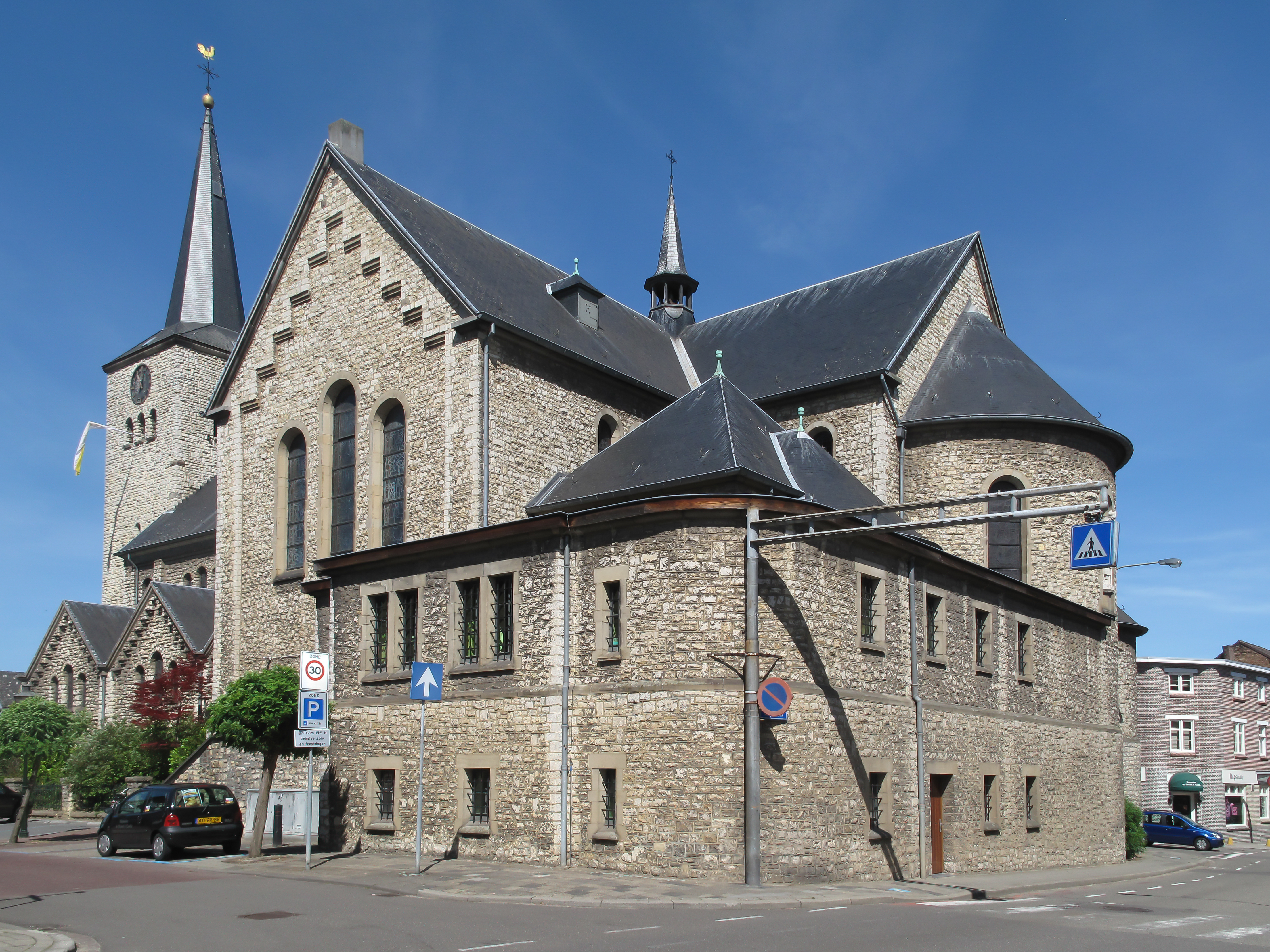
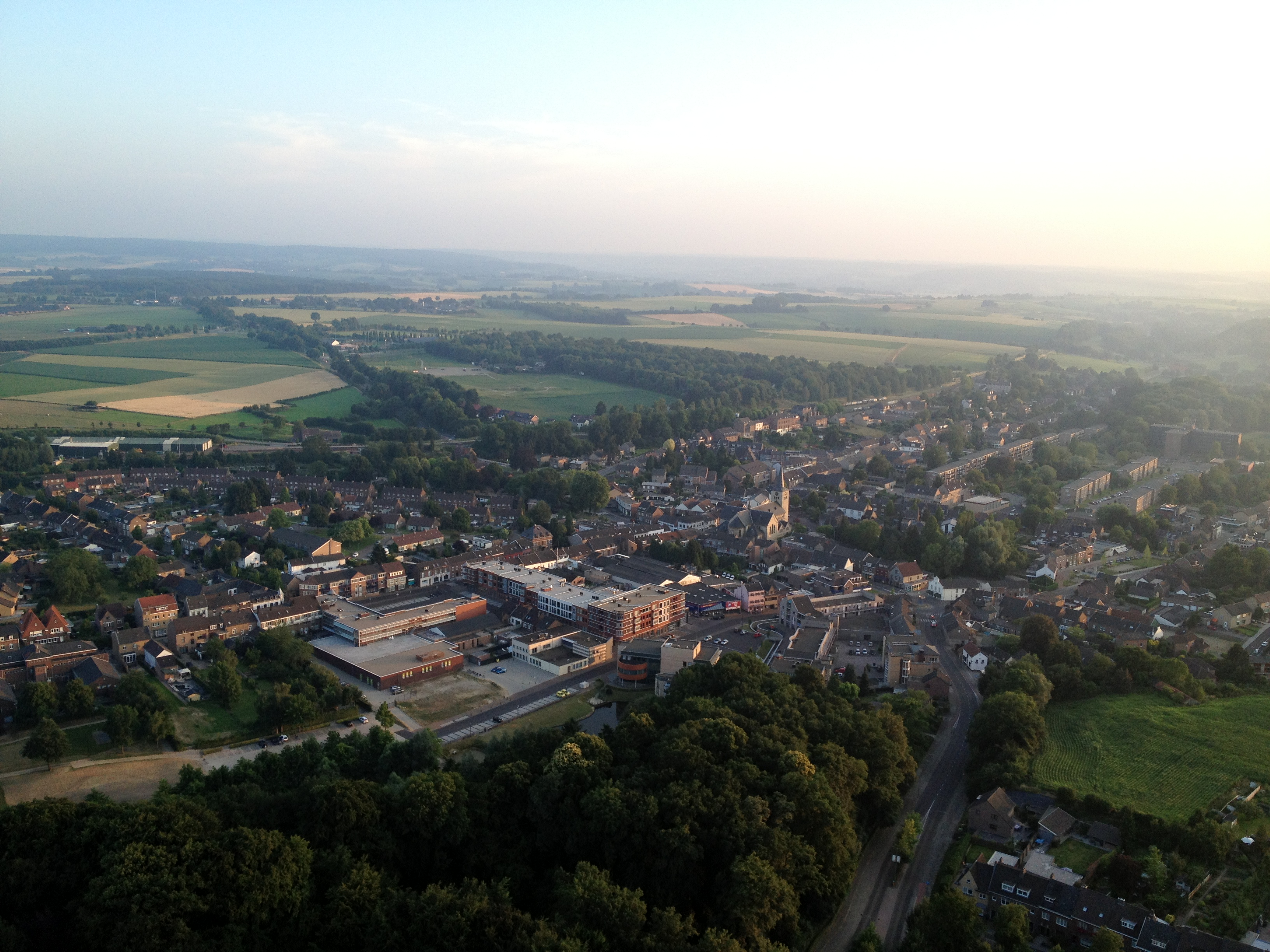